# پاسگاه بین راهی انگلیسی‌ها
پاسگاه بین راهی انگلیسی‌ها مربوط به دوره پهلوی است و در شهرستان زاهدان، سه راه جاده زاهدان به کرمان واقع شده و این اثر در تاریخ ۷ مهر ۱۳۸۱ با شمارهٔ ثبت ۶۰۹۱ به‌عنوان یکی از آثار ملی ایران به ثبت رسیده‌است.